# Polymorphanisus angustipennis
Polymorphanisus angustipennis är en nattsländeart som beskrevs av Georg Ulmer 1912. Polymorphanisus angustipennis ingår i släktet Polymorphanisus och familjen ryssjenattsländor. Inga underarter finns listade i Catalogue of Life.